# Chemin-d'Aisey
Chemin-d'Aisey är en kommun i departementet Côte-d'Or i regionen Bourgogne-Franche-Comté i östra Frankrike. Kommunen ligger i kantonen Châtillon-sur-Seine som tillhör arrondissementet Montbard. År 2022 hade Chemin-d'Aisey 63 invånare.

## Befolkningsutveckling
Antalet invånare i kommunen Chemin-d'Aisey
Referens:INSEE